# Éditeur
Un éditeur ou une éditrice est une
personne ou une société qui assure la publication et la mise en vente d’ouvrages, 
c'est-à-dire
un « professionnel de la chose éditoriale, qui possède un savoir et des compétences spécifiques, le savoir éditer ».
Le terme éditeur peut désigner, en français, aussi bien une personne morale — il s'agit alors d'une maison d'édition — qu'une personne physique — il peut alors s'agir du directeur ou directrice de collection, du directeur ou directrice littéraire, ou d'autres personnes travaillant dans cette maison.

## Naissance de l'éditeur
En France la figure de l'éditeur se concrétise au milieu du XIXe siècle, lorsqu'il devient la « plaque tournante des métiers du livre ».
Dans une perspective littéraire, l'éditeur apparaît « au moment où se crée un espace public pour la littérature ».

## Rôles et fonctions de l'éditeur
Michaël E. Sinatra et Marcello Vitali-Rosati distinguent trois fonctions de l'éditeur. Celui-ci produit des contenus, les légitime et les fait circuler.
La taille des instances éditoriales peut avoir une grande influence sur l'expérience de l'éditeur. Dans les petites structures, l'éditeur est souvent polyvalent et est amené à toucher à tout. Dans les groupes plus importants, le travail de l'éditeur est beaucoup plus segmenté ; il est alors réparti entre différents individus et selon des métiers distincts (responsable de l'entreprise, directeur de collection, secrétaire de rédaction, infographiste, etc.).
L'éditeur agit comme le médiateur, l'intermédiaire essentiel, entre le lecteur et l'auteur, entre le public et l'écrivain. Ambassadeur culturel et intellectuel, homme de lettres et entrepreneur, l'éditeur porte la « double responsabilité matérielle et morale d'une œuvre ». Sa contre-signature (sa caution) est à la fois économique et idéologique (symbolique).

Pour le sociologue français Pierre Bourdieu, l'éditeur est double : 

« [C]es personnages doubles, par qui la logique de l'économie pénètre jusqu'au cœur du sous-champ de la production pour producteurs, doivent réunir des dispositions tout à fait contradictoires: des dispositions économiques qui, dans certains secteurs du champ, sont totalement étrangères aux producteurs dont ils ne peuvent exploiter le travail que pour autant qu'ils savent l'apprécier ou le faire valoir. »

L'éditeur est donc « partagé » entre sa fonction éditoriale et sa fonction entrepreneuriale : 

« La fonction éditoriale (editor) est propre à celui (ou celle) qui découvre, qui consacre et qui dirige la publication d'ouvrages et, plus largement, qui acquiert par le fait même un statut professionnel et une valeur symbolique spécifique dans le champ littéraire. […] La fonction entrepreneuriale (publisher) est définie par des rôles et des responsabilités de gestionnaire et d'administrateur propres aux conditions de production et de diffusion des ouvrages. »

Avec la littérature numérique et l’impression « à la demande », pour des livres ne présentant pas des caractéristiques physiques particulières, la responsabilité matérielle de l’éditeur tend à diminuer puisqu’il n’est plus nécessaire de constituer des stocks. Les nouveaux acteurs n’assurent pas de sélection sur la qualité de l’œuvre à éditer, et donc ne sont pas des éditeurs au sens d’ambassadeurs culturels et intellectuels qui auraient une responsabilité morale vis-à-vis d’une œuvre. Face à la profusion de ce qui est mis à la disposition du public, le métier d’éditeur semble se réinventer aujourd’hui autour de la légitimité et de la promotion de leur sélection.

## Perspectives d'avenir à l'ère du numérique
Dans L'édition sans éditeurs, publié en 1999, André Schiffrin décrit un système éditorial qui évolue vers une production de contenus sans éditeurs, face à un processus de concentration dans le monde du livre. Aujourd'hui, la même notion d'« édition sans éditeurs » est reprise dans le contexte du numérique, contexte marqué par une surabondance d'informations notamment rendue possible par le développement des réseaux sociaux et des formes contributives du web.

Selon Olivier Bessard-Banquy, spécialiste de la littérature et de l'édition contemporaines, le rôle de l'éditeur est autrement appelé à gagner en importance avec l'avènement du numérique. En d'autres termes, la « révolution » numérique « conforterait » l'éditeur dans son rôle traditionnel d'intermédiaire, voire de médiateur, face à la surabondance des contenus.
« Au milieu de tant d'incertitude, et face à la marée montante des textes en tous genres qui saturent le net, il est certain que la marque des éditeurs sera demain plus que jamais un repère. Happés par les blogs de toutes natures, envahis par les textes qui circulent par millions sur la toile, les lecteurs de demain auront besoin de certifications, de labels, de garanties de qualité. Les éditeurs leur apporteront cette caution. »
Pour Patrick Poirier et Pascal Genêt, la maison d'édition, en tant qu'instance éditoriale, serait pour sa part susceptible de disparaitre. 

La notion de « désintermédiation » a été introduite pour faire référence à la réduction des médiations entre la production et la publication des contenus. Benoit Épron et Marcello Vitali-Rosati parlent d'une véritable « tension » entre désintermédiation et réintermédiation. 

« D’une part, la désintermédiation relève d’une dynamique de diffusion directe des productions éditoriales, de l’auteur au lecteur, dans une logique d’autoédition. Ce modèle n’est pas propre à la littérature numérique – il existait déjà des éditions à compte d’auteur dans le monde de l’imprimé – mais il prend sur Internet une dimension particulièrement importante. D’autre part, la réintermédiation est le mécanisme d’émergence de nouveaux acteurs intermédiaires [Apple, Amazon, etc.] dans la diffusion des produits éditoriaux numériques. »

## Formation
Les cursus varient entre formations spécialisées dans les domaines du livre et de l'édition, diplômes d'école de commerce ou encore formations littéraires ou, plus largement, artistiques. S'il n'existe pas de formation unique, l'expérience et les stages sont les points d'appui des futures carrières.